# وادي اللواء
وادي اللواء أو وادي اللوا يقع في محافظة السويداء في سوريا وهو وادي ومسيل مائي ينحدر من اعالي جبال محافظة السويداء ( جبل العرب ) ويسير شمالا ويمر في عدد من البلدات والقرى، ويتكون الوادي من ذوبان الثلوج من القمم الجبلية، وقد اقيم عدد من السدود في طريق جريان الوادي وتشكلت البحيرات مثل بحيرة سد الطيبة وبحيرة سد الغيضة وكذلك مشروع بحيرة سد شهبا .
- - T . S . W